# Time, Love & Tenderness
Time, Love & Tenderness es el nombre del séptimo álbum de estudio del artista y compositor estadounidense Michael Bolton. Fue lanzado al mercado por Columbia Records el 23 de abril de 1991, donde se desprende el sencillo más exitoso: "When a Man Loves a Woman", un cover del artista Percy Sledge.

## Listado de canciones
1. Love is a Wonderful (Michael Bolton, Andrew Goldmark) - 4:43
2. Time, Love and Tenderness (Diane Warren) - 5:31
3. Missing You Now (Dúo con Kenny G) (Michael Bolton, Walter Afanasieff, Diane Warren) - 4:33
4. Forever Isn't Long Enough (Michael Bolton, Diane Warren, Desmond Child) - 4:32
5. Now That I Found You (Michael Bolton, Diane Warren) - 4:32
6. When a Man Loves a Woman (Calvin Lewis, Andrew Wright) - 3:53
7. We're Not Makin' Love Anymore (Michael Bolton, Diane Warren) - 4:41
8. New Love (Michael Bolton, Diane Warren, Desmond Child) - 4:32
9. Save Me (Michael Bolton, Walter Afamasieff) - 4:21
10. Steel Bars (Michael Bolton, Bob Dylan) - 3:28

- Datos: Q1983988